# Betta pardalotos
Betta pardalotos är en fiskart som beskrevs av Tan 2009. Betta pardalotos ingår i släktet Betta och familjen Osphronemidae. Inga underarter finns listade.